# Fatime
Fatime je žensko osebno ime.

## Izvor imena
Ime Fatime je izpeljano iz muslimanskega ženskega imena Fatima.

## Pogostost imena
Po podatkih Statističnega urada Republike Slovenije je bilo na dan 31. decembra 2007 v Sloveniji 124 oseb z imenom Fatime.